# Солёная (приток Базавлука)
Солёная (укр. Солона) — река на Украине, протекает по территории Солонянского и Никопольского районов Днепропетровской области.

## География и гидрология
Длина реки — 56 км, площадь её водосборного бассейна — 684 км². Речная долина трапециевидная, шириной до 1,5—2 км. Русло умеренно извилистое, в нижнем течении меандры. Уклон речки 1,5 м/км. Сооружено несколько запруд, наибольшая расположена вблизи села Шолохово.
Истоки Солёной находятся к северо-востоку от села Мирополь. Течёт по Причерноморской низменности в основном на юго-запад, местами на юг. Впадает в реку Базавлук возле юго-западной окраины города Покров.

## Название
Такое название реки часто связывают с тем, что по её течению почвы часто переходят в солончаки. К тому же вода в некоторых местных колодцах и в самой реке имеет горьковатый, солоноватый привкус, то есть она насыщена солями.
Ещё одна народная версия связывает название реки с тем, что этой местностью в древности проходил Соленый (Соляной) путь — дорога, по которой чумаки везли соль, а на берегах этих небольших рек отдыхали. Таким образом, название реки Соленая вписывается в гидронимики этой географической зоны. Реку, которая показывала дорогу к соляным мест, люди могли назвать Соленой.